# Bara (Nawodna)
Bara – osada wsi Nawodna w Polsce, położona w województwie zachodniopomorskim, w powiecie gryfińskim, w gminie Chojna.
W latach 1975–1998 osada należała administracyjnie do województwa szczecińskiego.